# Đội tuyển bóng đá bãi biển quốc gia Vanuatu
Đội tuyển bóng đá bãi biển quốc gia Vanuatu đại diện Vanuatu ở các giải thi đấu bóng đá bãi biển quốc tế và được điều hành bởi Liên đoàn bóng đá Vanuatu, cơ quan quản lý bóng đá ở Vanuatu.

## Đội hình hiện tại
Chính xác tính đến tháng 2 năm 2011

Ghi chú: Quốc kỳ chỉ đội tuyển quốc gia được xác định rõ trong điều lệ tư cách FIFA. Các cầu thủ có thể giữ hơn một quốc tịch ngoài FIFA.
| Số | VT | Quốc gia | Cầu thủ          |
| -- | -- | -------- | ---------------- |
| 1  | TM |          | Chikau Mansale   |
| 2  | HV |          | Andrew Chichirua |
| 3  | HV |          | Brian Kaltack    |
| 4  | HV |          | Filiamy Nikiau   |
| 7  | TV |          | Seimata Chilia   |
| 8  | TV |          | Don Mansale      |

| Số | VT | Quốc gia | Cầu thủ         |
| -- | -- | -------- | --------------- |
| 9  | TV |          | Ivong Wilson    |
| 10 | TĐ |          | Richard Iwai    |
| 11 | TĐ |          | Etienne Mermer  |
| 13 | TĐ |          | François Sakama |
| 16 | HV |          | Lucien Hinge    |
| 20 | TM |          | Altred Mansale  |

Huấn luyện viên: Richard Iwai

## Thành tích
- Thành tích tốt nhất tại Vòng loại giải vô địch bóng đá bãi biển thế giới khu vực châu Đại Dương: Á quân
  - 2006, 2007, 2009